# Uwe Rahn
Uwe Rahn (født 21. maj 1962 i Mannheim, Vesttyskland) er en tidligere tysk fodboldspiller (midtbane/angriber).
Han spillede i alt 318 Bundesliga-kampe og scorede 107 mål, langst størstedelen af disse hos Borussia Mönchengladbach, hvor han var tilknyttet i otte år. Han havde også kortere ophold hos FC Köln, Hertha Berlin, Fortuna Düsseldorf, Eintracht Frankfurt og japanske Urawa Red Diamonds. Han blev i 1987 topscorer i Bundesligaen, og blev samme år kåret til Årets Spiller i tysk fodbold.
Rahn spillede desuden 14 kampe for detvesttyske landshold, hvori han scorede fem mål. Han var med på det tyske hold ved VM i 1986 i Mexico, hvor han dog ikke kom på banen. Han deltog også ved OL i 1984 i Los Angeles.